# Konkathedrale St. Adalbert

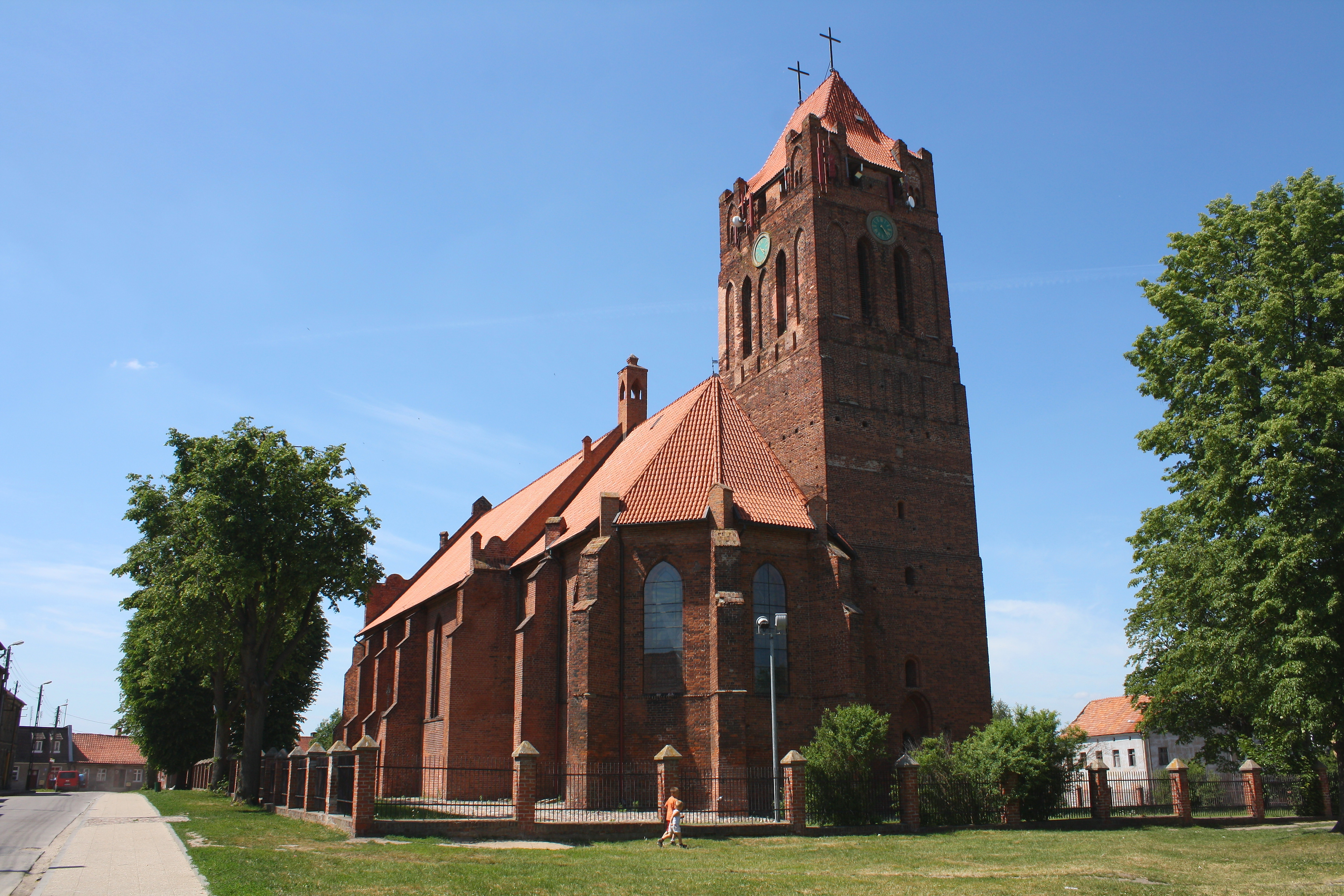

Die Konkathedrale St. Adalbert ist eine römisch-katholische Kirche des Bistums Elbląg in Prabuty, Polen (deutsch Riesenwerder).

## Geschichte
Die Kirche wurde von 1310 bis 1330 vom Bischof Rudolf von Pomesanien im Deutschordensstaat im Stil der Backsteingotik nach dem Vorbild des Doms in Marienwerder erbaut. 1525 wurde die Kirche evangelisch und als deutsche Stadtkirche (neben einer polnischen Landkirche) genutzt. Die Kirche wurde im 19. Jahrhundert im Stil der Neogotik umgebaut und im Zweiten Weltkrieg durch sowjetische Truppen 1945 bis auf die Grundmauern niedergebrannt. Der Wiederaufbau erfolgte erst 1981 bis 1983. Seit 1992 wurde die nun katholische Kirche in den Rang einer Konkathedrale erhoben.